# Декалог 9
«Декало́г 9» (пол. Dekalog, dziewięć) — девятый телефильм из десятисерийного цикла «Декалог», снятого польским кинорежиссёром Кшиштофом Кесьлёвским. Фильм вышел на экраны 29 июня 1990 года.
Фильм связан с десятой из десяти заповедей — «Не возжелай жены ближнего твоего».

## Сюжет
Роман и Ханка женаты уже несколько лет, но у Романа усугубляются проблемы с потенцией. Его знакомый врач, сделав необходимые анализы, даёт окончательный вердикт о том, что импотенция у Романа неизлечима, и советует ему развестись с Ханкой. Однако Ханка отвергает эту мысль, говоря, что любит Романа и хочет остаться с ним.
Вскоре, однако, Роман обнаруживает, что Ханка изменяет ему со студентом-физиком. Какой-то молодой человек звонит Ханке, затем Роман находит в бардачке машины тетрадь по физике. Роман делает на домашнем телефоне подслушивающее устройство, чтобы следить за женой. Когда Ханка однажды просит принести ей вещи из квартиры её матери, Роман видит тетрадь там и понимает, что Ханка встречается с кем-то на этой квартире. Однажды он становится свидетелем встречи Ханки с молодым человеком, и он сидит на лестничной клетке всё то время, что они находятся в квартире.
Тем временем Роман, который работает кардиохирургом в больнице, готовится провести операцию на сердце у молодой девушки по имени Ола. Она рассказывает Роману, что у неё есть оперный голос, но много петь ей нельзя из-за слабого сердца, поэтому нужна операция, на которой настаивает её мать.
Ханка решает порвать с Мариушем. В этот же день Роман, который ранее сделал копию ключа от квартиры тёщи, приходит в квартиру и прячется в шкафу. Приходит Мариуш, и Ханка говорит ему, что они больше не будут встречаться. Когда тот уходит, она замечает в шкафу Романа. Происходит объяснение, после которого Роман впадает в депрессию.
Роман делает Оле успешную операцию на сердце, после чего она полушутя говорит, что «ненавидит» его, потому что раньше ей не так сильно хотелось петь, а теперь она хочет петь и стать лучшей певицей.
Роман дарит Ханке горные лыжи. Когда Ханка уезжает на отдых на горнолыжный курорт в Закопане, Роман узнаёт, что Мариуш последовал за ней. Он решает, что отношения между ними возобновились, и делает попытку самоубийства, бросившись на велосипеде с моста. Увидев Мариуша на курорте, Ханка догадывается о том, что может произойти, и срочно едет в Варшаву. Романа забирают в больницу в тяжёлом состоянии. Ханка находит дома записку от него и звонит в больницу. К уху забинтованного Романа подносят трубку, и он начинает разговор с женой.

## В ролях
- Пётр Махалица — Роман
- Эва Блащик — Ханка
- Ян Янковский — Мариуш
- Иоланта Пентек-Гурецкая — Ола
- Артур Барцись — велосипедист
- Ежи Треля — Миколай, врач

## Критика
Славой Жижек в книге «Киногид извращенца» называет эту серию «самым хичкоковском из всех фильмов Кеслёвского» и проводит параллель с «Декалогом 7»: там мать крадёт своего собственного ребёнка, здесь же муж желает свою собственную жену. По мнению автора, заповедь направлена на самого Романа, а не только на любовника его жены: она утверждает, что «пока человек находится внутри границ межличностных отношений, выхода из тупика нет: даже желать собственную жену — это грех».
По мнению других критиков, фильм «рассказывает о недоверии и потребности контроля над другим человеком». В нём «можно углядеть мотивы, которые затем появляются в „Двойной жизни Вероники“» (пациентка Романа как прототип Вероники).
«Декалог 9» должен был стать третьим эпизодом, из которого собирались сделать полнометражный фильм: за съёмки проекта «Короткий фильм о чужеложстве» отвечал Кшиштоф Занусси. Однако из-за финансовых проблем расширенная версия так и не появилась.